# Vanxơ
Vanxơ hay van (tiếng Đức: Walzer; tiếng Anh: waltz; tiếng Pháp: valse) là loại nhạc nhảy xuất phát từ châu Âu với nhịp ba. Có những thể loại sau: Wien Waltz (Lướt nhanh), Boston Waltz (Vừa phải), Slow Waltz (Chậm) và cả Jazz Waltz. Ngoài ra Waltz còn có một số những loại điệu biến thể như Minuet và Scherzo. Tuy nhiên cũng có thể dùng điệu này trong việc lồng ghép hoặc những bài hát.
Waltz bắt nguồn từ "walzen" trong tiếng Đức cổ, nghĩa là "uốn", "xoay" hoặc "lướt đi", là một điệu nhảy trong khiêu vũ cổ điển và folk dance (nhảy dân gian), theo nhịp 3/4. Waltz ra đời ở ngoại ô thành Viên (Áo) và ở những vùng núi cao của nước Áo. vào khoảng giữa những năm 1780, điệu waltz bắt đầu thịnh hành khi nó được biểu diễn trong các lễ hội khiêu vũ tại cung điện Hapsburg, rồi dần dần lan ra các quốc gia khác trong những năm sau đó. Mặc dù vào thời kỳ đầu, waltz bị phản đối khá kịch liệt nhưng về sau waltz, đặc biệt là tư thế của nó, đã trở thành hình mẫu cho các điệu khiêu vũ khác. Vào thế kỷ 19 và 20, nhiều biến thể mới của waltz ra đời và phát triển, bao gồm các điệu waltz theo nhịp 2/4, nhịp 6/8 và cả nhịp 5/4.
Giữa thế kỷ 18, điệu allemande - điệu nhảy dân gian Đức, một hình thái của điệu waltz trở nên rất phổ biến ở Pháp. Lúc đầu, điệu nhảy này chỉ có tư thế tay của các vũ công bắt chéo mỗi khi di chuyển, giống tư thế của một số điệu nhảy dân gian khác, nhưng nó đã nhanh chóng cải biến thành một điệu nhảy độc lập với tư thế tay ôm ngang lưng và tay còn lại đưa lên không trung, như những gì chúng ta thấy ở điệu waltz ngày nay. Đến cuối thế kỷ 18, điệu nhảy dân dã cổ điển có nguồn gốc từ nước Áo này mới được tầng lớp quý tộc châu Âu chấp nhận, và dù tư thế thay đổi nhưng nó vẫn giữ nguyên nhịp điệu 3/4 của mình.
Tuy nhiên, việc phản đối điệu waltz vào thời đó vẫn còn tiếp tục. Các vũ sư chuyên nghiệp nhận thấy sự đe doạ tiềm tàng của điệu nhảy này đối với nghề nghiệp của họ; vì các bước đi cơ bản của waltz rất dễ học trong một thời gian tương đối ngắn, trong khi, điệu minuet (mơ-nu-et) và các điệu nhảy quý tộc khác đòi hỏi phải luyện tập thường xuyên bởi chúng bao gồm việc học những kỹ thuật khá phức tạp lẫn việc thay đổi khoảng cách và cách di chuyển của người nhảy.
Điệu waltz cũng bị phản đối xét trên phương diện đạo đức bởi những cá nhân cho rằng tư thế ôm ngang lưng tương đối sát người nhau của đôi bạn nhảy và cả bước xoay ngửa người trong waltz. Đặc biệt là những nhà lãnh đạo tôn giáo coi đó như một hành vi thô tục và tội lỗi. Một phiên toà xuyên lục địa đã diễn ra dai dẳng nhằm chống lại waltz. Cũng vì lý do đó mà waltz được chấp nhận khá muộn ở Anh, vùng đất của các giáo phái.
Tháng 7 năm 1816, điệu waltz được đưa vào trình diễn trong một buổi khiêu vũ ở Luân Đôn bởi hoàng thân nhiếp chính. Ngay sau đó ít ngày một bài xã luận trên tờ "Thời Đại" (The Times) đã nghiêm khắc phê bình:
"Chúng tôi vô cùng xót xa khi biết rằng một điệu nhảy không đứng đắn của nước ngoài được gọi là Waltz đã được đưa ra giới thiệu (vì chúng tôi tin chắc đây là lần đầu) tại triều đình Anh vào thứ 6 vừa qua… thật là quá đủ khi phải chứng kiến một tư thế khêu gợi, hai tay của đôi bạn nhảy đan vào nhau và khoảng cách cơ thể lại quá gần khi họ nhảy, cũng quá đủ khi nhận ra rằng sự kín đáo trang nhã, vốn được coi như một nét đặc trưng của phụ nữ Anh kể từ trước đến nay, đã bị loại bỏ bởi điệu nhảy này. Chừng nào mà điệu nhảy tục tĩu này còn gắn liền với gái mại dâm và những người đàn bà lẳng lơ thì, chúng tôi nghĩ rằng, nó không đáng được để ý tới. Nhưng giờ đây khi nó đã len lỏi vào giới quý tộc, chúng tôi nhận thấy phải có nghĩa vụ cảnh báo các bậc phụ huynh đừng để con gái của các vị đến gần sự lây lan chết người này.
Thậm chí đến cuối năm 1866, trong 1 bài xã luận trên một tạp chí tiếng Anh, Belgravia đã viết:
"Sau nhiều ngày đi công tác xa về và rồi ta bắt gặp chị em mình, vợ mình, với một thái độ thiếu cảnh giác nhất, để cho một kẻ lạ mặt nắm tay, ôm chặt ngang người, bước lòng vòng trong căn hộ nhỏ, và lý do duy nhất cho tất cả chuyện này gắn tên "âm nhạc", thì ta có thể ít nhiều nhận ra sự nguy hiểm của điệu nhảy ma quái này."
Rất nhiều lời phản đối đến từ phía những người lớn tuổi, nhưng ít ai biết nữ hoàng Victoria của Anh là một chuyên gia rất điêu luyện và dành nhiều tình cảm cho điệu waltz!
Nhưng lịch sử tự thân nó cứ lặp đi lặp lại và sự phản đối chỉ càng làm cho waltz ngày càng lan rộng. Sau Cách mạng Pháp, giai cấp tư sản nhanh chóng nồng nhiệt đón nhận waltz. Riêng Pari đã có tới gần 700 vũ trường khiêu vũ cổ điển! Một du khách người Đức khi đến Pari vào năm 1804 đã nói: 
"Tình yêu đối với điệu waltz cũng như sự du nhập của điệu nhảy có nguồn gốc Đức này khá mới mẻ và đã trở thành một trong nhưng mốt mới dân dã kể từ sau chiến tranh, giống như thuốc lá vậy".
Điệu waltz lần đầu tiên được giới thiệu ở Mỹ là vào năm 1834 ở Boston. Lorenzo Papanti, một vũ sư người Boston, đã trình diễn tại dinh thự Beacon Hill của phu nhân Otis. Nhiều người trong giới thượng lưu đã rất kinh ngạc trước những gì mà họ gọi là "một cuộc trình diễn thô tục". Đến giữa thế kỷ 19, waltz mới có một vị trí vững chắc trong xã hội Mỹ.
Âm nhạc đóng một vai trò rất quan trọng trong khiêu vũ, và mọi điệu vũ đều phụ thuộc vào sự tương thích của nhạc nền. Điệu waltz đã trở nên nổi tiếng khoảng năm 1839 nhờ 2 nhà soạn nhạc thiên tài người Áo – Franz Lanner và Johann Straus. Đây là hai nhà soạn nhạc vĩ đại nhất của thếy kỷ 19, họ đã đặt nền tảng cho điệu waltz Viên, một phiên bản tốc độ nhanh của waltz.
Trong khoảng thế kỷ 19, hai phiên bản khác của điệu waltz cũng bắt đầu phát triển. Một điệu có tên là điệu nhảy Boston, với nhịp điệu chậm hơn và các bước di chuyển dài hơn. Mặc dù điệu nhảy này không còn tồn tại sau chiến tranh thế giới I, nó vẫn giữ phong cách nhảy của người Anh, hay còn gọi phong cách toàn cầu phát triển đến tận ngày nay. Biến tướng thứ hai của waltz là một điệu nhảy với phong cách một bước dài bằng 3 phách. Điệu nhảy này vẫn còn cho tới ngày nay.
Điệu Waltz thường thấy trong những bản nhạc nhẹ, dân ca và nhạc cổ điển từ châu Âu. Tại Việt Nam, nó thường được viết trong những bản nhạc trước năm 1975.
Một số bản nhạc viết ở điệu Waltz:
- Danube Waves
- Le beau Danube bleu
- Danse Villageoise (Beethoven)
- Valse năm Si Mineur (Waltz B Minor) (Frédéric Chopin)
- Greensleeves (Dân ca Anh)
- Valse des Fleurs (Tchaikovsky)
- Một số nhạc Giáng sinh...